# Ле-Мон-сюр-Лозанна
Ле-Мон-сюр-Лозанна (фр. Le Mont-sur-Lausanne) — громада  в Швейцарії в кантоні Во, округ Лозанна.

## Географія
Громада розташована на відстані близько 80 км на південний захід від Берна, 3 км на північ від Лозанни.
Ле-Мон-сюр-Лозанна має площу 9,8 км², з яких на 30,2% дозволяється будівництво (житлове та будівництво доріг), 51,5% використовуються в сільськогосподарських цілях, 18,2% зайнято лісами, 0% не є продуктивними (річки, льодовики або гори).

## Демографія
2019 року в громаді мешкало 8992 особи (+61,8% порівняно з 2010 роком), іноземців було 28,2%. Густота населення становила 918 осіб/км².
За віковим діапазоном населення розподілялося таким чином: 24,1% — особи молодші 20 років, 61,3% — особи у віці 20—64 років, 14,7% — особи у віці 65 років та старші. Було 3543 помешкань (у середньому 2,5 особи в помешканні).
Із загальної кількості 8103 працюючих 57 було зайнятих в первинному секторі, 1643 — в обробній промисловості, 6403 — в галузі послуг.